# Archambaud I. (Comborn)
Archambaud I. Camba-Putrida († nach 992) war ein Vizegraf von Comborn und Turenne sowie Stammvater des Hauses Comborn, das im hochmittelalterlichen Limousin von Bedeutung war.

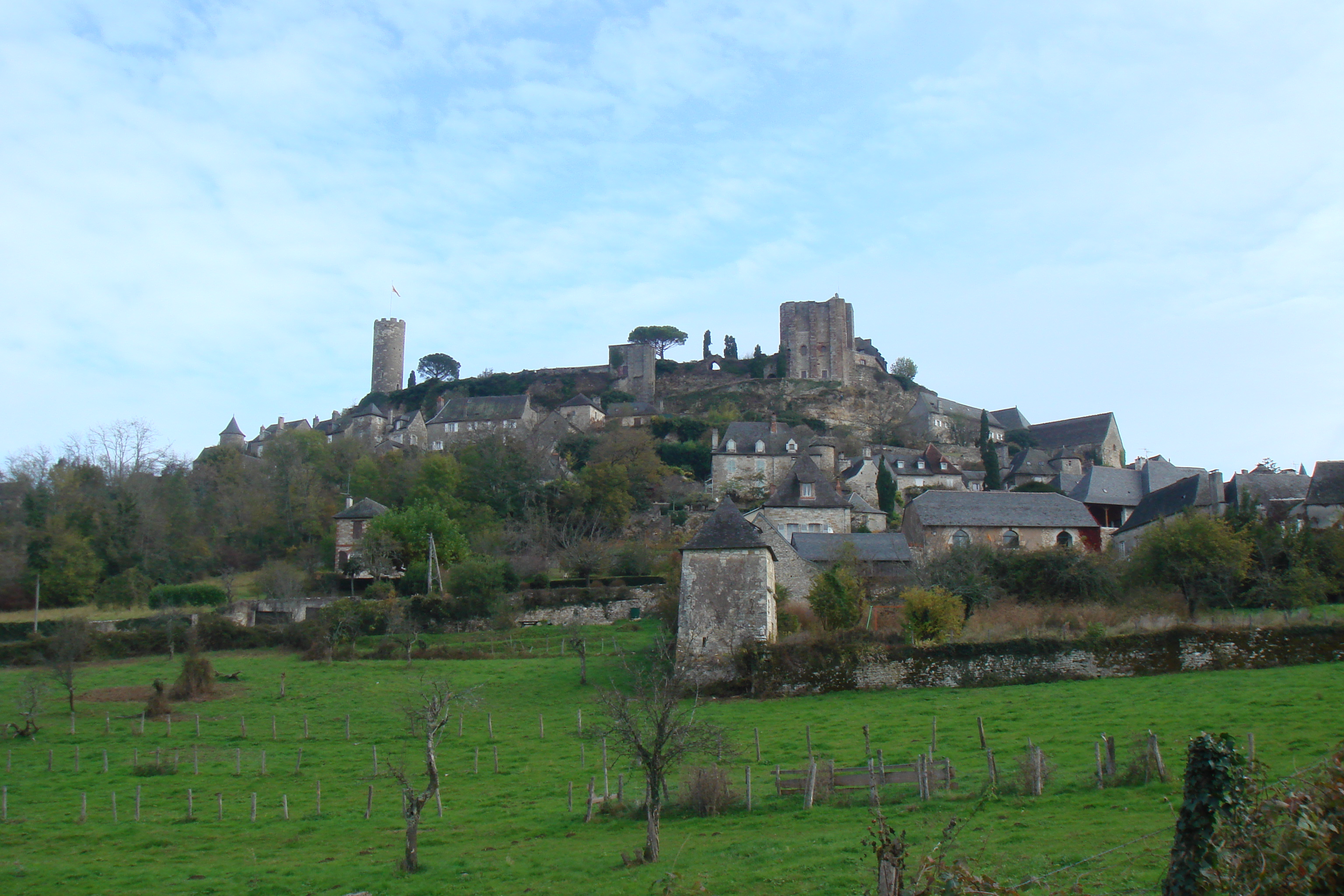
Archambaud brach sich im Kampf um die Burg Turenne ein Bein.

Bei Europäische Stammtafeln wird er selbst als Sohn des Grafen Hugo von Quercy († nach 972) genannt, der sein Vorgänger in Comborn gewesen sei, womit er dem Geschlecht der Raimundiner zugehörig wäre. Zeitgenössische Belege gibt es zu dieser Annahme allerdings nicht. Er war verheiratet mit Sulpice, einer Tochter des Vizegrafen Bernard von Turenne, mit der er die Söhne Ebles und Archambaud hatte, von denen ersterer sein Nachfolger wurde.
Archambaud trat als Verteidiger der Königin Emma auf, der Frau des westfränkischen Königs Lothar, die von ihrem Schwager Karl von Lothringen des Ehebruchs beschuldigt wurde. Unter Zeitgenossen war er unter zwei Beinamen bekannt. Der erste ihm beigelegte Beiname war Macellarius (deutsch: Metzger, französisch: le Boucher), den er aufgrund seiner unbarmherzigen, kriegerischen Natur bekam. Sein zweiter und bekannterer Beiname war Camba-Putrida, der so viel wie „morsches Bein“ (okzitanisch: Gamba puirida, französisch: Jambe pourrie) bedeutet. Diesen hatte er erhalten, nachdem er sich im Kampf um die Burg von Turenne, wohl nachdem sein Schwager um 984 gestorben war, ein Bein gebrochen hatte, das er in einen Türrahmen gestellt hatte, um die Verriegelung der Tür zu verhindern.
Letztmals wird Archambaud in einer Schenkungsurkunde an die Abtei Saint-Pierre von Uzerche aus dem Jahr 992 genannt.